# 鴨脷洲聖伯多祿天主教小學
鴨脷洲聖伯多祿天主教小學（英語：Apleichau St. Peter's Catholic Primary School），是天主教香港教區的一所已停辦學校，位於香港南區香港仔鴨脷洲邨第一期。直屬聖伯多祿中學。

## 校政管理
歷任校監
- 李宏基 主教（1968年-1969年，創校校監；1974年逝世）
- 覃文華 神父（1969年-1972年）
- 徐錦堯 神父（1972年-1974年）
- 李國雄 神父（1974年）
- 梁祐忠 神父（1974年-1986年；後出任夜中學部校監）
- 余福綿 神父（1986年-1989年）
- 麥景鴻 神父（1989年-1995年）
- 陳德雄 神父（1995年[2]-1998年[3]）
- 覺法治 神父（1998年-1999年[4]）
- 林祖明 神父[5]（1999年-？）
- 林銘 神父（？-2013年，末任校監）[6]

歷任校長

#### 上午校
- 陳若瑟 議員[7]（1968年-1997年，創校校長）
- 張子晉 先生[5]（1997年-2003年，後平調至秀茂坪天主教小學）
- 胡豔芬 女士[8]（2003年-2006年，末任上午校校長，兼全日制校長）

#### 下午校
- 陳鴻亮 先生[9]（1968年-？，創校校長）
- 陳美玲 女士[10]
- 高惠娟 女士[8]（？-2006年，末任下午校校長）

#### 夜中學部
- 廖建芝 女士[11]

#### 全日
- 胡豔芬 女士（2004年-？，首任全日制校長，後調任至九龍灣聖若翰天主教小學）
- 陳婉玲 女士[12]
- 黃玉嬋 女士[6]（？-2013年，末任校長，結校後調任至白田天主教小學、天主教佑華小學及天主教伍華小學）

## 歷史
該校前身為「石排灣聖伯多祿學校」（當時學校建築及校徽上的標示為「聖伯多祿學校」（英文：St. Peter's School），上下午校分別名為「石排灣聖伯多祿上/下午校」），1968年創校，位於香港仔石排灣邨與第4座相連的「火柴盒」式校舍。及後，此校曾一度增設夜中學部，名為「石排灣聖伯多祿夜校」。
1998年2月，學校遷至香港仔鴨脷洲原為「魚類統營處鴨脷洲小學」的「火柴盒」式校舍，是為半日制學校，並易名為「鴨脷洲聖伯多祿天主教小學」。（校方原本打算於1997年暑假遷校，後改為1998年農曆新年假期遷校）
該校於2004年起逐步將上、下午校合併，兩年後全面實行全日制，然而收生仍無改善。及後，再因救校方案未獲批准，完成三年過渡安排後，學校在2013年7月起正式停辦，所有未畢業學生由聖伯多祿天主教小學及香港仔聖伯多祿天主教小學接收。在停辦前最後一年，此校僅剩下小四至小六各級，共有四班。

### 年表
1968年創校，名為石排灣聖伯多祿學校（St. Peter's School）。
- 1998年2月，遷校至鴨脷洲邨，新校舍為魚類統營處鴨脷洲小學的舊校舍。
- 1998年12月12日，創立家長教師會。
- 2000年，全校所有課室安裝冷氣機。（原本並不包括音樂室，但因後來校方因資金不足以支付冷氣安裝費用而舉行籌款活動，當中籌得的款項足以支付安裝費有餘，所以再加裝音樂室的冷氣機。）
- 2001年，加建新翼及升降機。
- 2002年，新翼建成。
- 2010年，據星島日報報導，救校方案未獲批准，完成三年過渡安排後，正式停辦。
- 2013年，學校舉行結校禮後正式停辦。

## 著名/傑出校友
石排灣聖伯多祿學校舊生
- 蘇玉華（1980年小六）：香港女演員
- 郭偉強（1990年下午校）：香港立法會議員[15]

## 外部連結
- 鴨脷洲聖伯多祿天主教小學
- 香港仔聖伯多祿堂堂區大事紀要 （页面存档备份，存于）